# Systropus rex
Systropus rex är en tvåvingeart som beskrevs av Charles Howard Curran 1927. Systropus rex ingår i släktet Systropus och familjen svävflugor. Inga underarter finns listade i Catalogue of Life.